# Franz Droege
Franz Droege (auch Dröge) (* 3. Januar 1863 in Balve; † 18. Februar 1930 in Wiesbaden) war ein deutscher Verwaltungsbeamter.

## Leben
Der Vater war der Justizrat, Anwalt und Notar Albrecht Dröge in Arnsberg. Franz Droege studierte Rechtswissenschaften. Er war seit dem Sommersemester 1882 Mitglied der Studentenverbindung Akademischer Juristenverein Bonn (heute: AV Rheno-Colonia Köln). Er bestand 1883 die Prüfung zum Gerichtsreferendar und 1890 die zum Regierungsassessor. Seinen Militärdienst leistete er als Einjährigfreiwilliger beim 8. Husarenregiment ab.
Nach seiner Zeit als Regierungsassessor an der Regierung Arnsberg wechselte er kurze Zeit später zur Regierung Bromberg und kehrte 1893 zur Regierung Arnsberg zurück. Im Jahr 1896 wurde er mit der Verwaltung des Landratsamtes Arnsberg beauftragt. Im Jahr 1897 wurde er endgültig zum Landrat in Arnsberg ernannt.
In seine Zeit als Landrat fiel der Bau des Kreishauses in Arnsberg. Er trieb unter anderem durch die Gründung eines Kreiselektrizitätswerkes im Jahr 1910 die Elektrifizierung des Kreisgebiets voran. Das Werk ging später in der VEW heute RWE auf.
Droege war daneben unter anderem stellvertretender Vorsitzender der Agrikulturgesellschaft für den Regierungsbezirk Arnsberg, Kommissar für den Bau einer zentralen Wasserleitung für das Haarstranggebiet und Mitglied im Westfälischen Altertumsvereins.
Droege ging 1913 als Regierungsrat zur Regierung nach Wiesbaden. Er stieg in der Folge zum Oberregierungsrat und stellvertretenden Regierungspräsidenten auf.
Er war auch für den Wahlkreis Arnsberg von 1899 bis 1916 Mitglied des Westfälischen Provinziallandtages. Droege gehörte der freikonservativen Partei an.